# Boiling Point – på liv och död
Boiling Point – på liv och död (engelska: Boiling Point) är en brittisk dramaserie vars första säsong hade premiär den 1 oktober 2023 på BBC One. Serien består av fyra avsnitt och är skapad av James Cummings.
Serien är en fristående uppföljare till filmen Boiling Point (2021).

## Handling
Serien kretsar kring den nyöppnade restaurangen Point North där kökschefen Carly kämpar med utmaningar samtidigt som kaoset i köket driver hennes personal till bristningsgränsen.

## Rollista (i urval)
- Vinette Robinson - Carly
- Stephen Graham - Andy
- Steven Ogg - Nick
- Hannah Walters - Emily
- Ray Panthaki - Freeman
- Gary Lamont - Dean
- Áine Rose Daly - Robyn
- Taz Skylar - Billy